# Théodore Rousseau
Pierre Étienne Théodore Rousseau, född den 15 april 1812 i Paris, död den 22 december 1867 i Barbizon, var en fransk målare, bror till Philippe Rousseau.

## Biografi
Rousseau var son till en fattig skräddare och hade som ung anställning vid ett sågverk. Alltsedan barndomen tecknade han flitigt, 1826–1828 var han lärjunge till en målare Rémond och 1830 till Guillaume Guillon Lethière. Han trivdes dock ej med den formella undervisning och fortsatte studierna på egen hand. Han lämnade Paris och slog sig ned i Auvergne, väckte en viss uppmärksamhet 1831 och hade större framgång 1833 då han vann medalj för ett skogsmotiv från Compiègne. Men från och med 1836 blev hans arbeten avvisade vid "salongerna", och denna tid av bannlysning varade tolv år.
Han vistades på landsbygden och målade landskap från olika delar av Frankrike, från nordkusten till Les Landes och Jura, men mest från Fontainebleauskogen, där han sedan 1851 var bosatt i byn Barbizon och kom att ingå i konstnärsgruppen Barbizonskolan. År 1848 fick han beställning av staten på "en målning för 4 000 francs". Han målade då sin stora Skogsutkant i solnedgång (utställd 1850 i Louvren). Nu följde en tid av framgång, men det dröjde likväl, innan Rousseau bröt igenom i det allmänna medvetandet - då han 1859 sålde 25 målningar på auktion, inbragte de tillsammans endast 15 000 francs. År 1865 sålde han sina arbeten till konsthandlare för 140 000 francs. 
På världsutställningen 1867 fick han en av hedersmedaljerna. Då var hans liv ödelagt av husliga sorger - han vårdade sin sinnessjuka hustru i sitt hem -, och hans hälsa var ohjälpligt bruten. Rousseaus konst karakteriseras av ärligt och intensivt studium, av herravälde över uttrycksmedlen och på samma gång av djup och stor känsla. Meditativt anlagd och en lidelsefull lyriker, sökte han på en gång naturens lagar och starkt personligt stämningsuttryck, på en gång syntes och skarp detaljanalys, uttryck för det konstruktiva i landskapet och för färgens harmoni och välklang. Han var snarare klassiker än romantiker. 
Naturens stora former och stora lugn skildrade han med manligt allvar och religiöst hög och poetisk känsla. Han var mycket mångsidig och outtröttligt forskningslysten, sökte i intimt samliv med naturen egna och äkta uttryck för dess väsen liksom för karaktär och form. Åt det moderna naturstudiet gav han en solid, fast grund att bygga på; hans grundsats var den, att konstnären med naturen för ögonen skall ge form åt den tafla, som han bildar av denna i sin hjärna. Hans teknik var mycket växlande, lämpad efter motivets karaktär, ofta mödosamt sökande, aldrig flott och lättvindig. 
Han är mycket rikt representerad i Louvren - förutom den redan nämnda "Solnedgången" med de vridna ekarna, som inramar utsikten över slätten, finns där bland annat Kastanjallén (1835), Skogsbrynet, Landskap från Les Landes (träsk, hed med betande boskap, 1853),
Kärret, Vår i norra Frankrike, Vid Loires stränder, Lantgård under träden, Bergsplatå i Pyrenéerna, Ekarna (ett av hans mest typiska verk). Lantgård i Normandie finns i Chantilly, Delln stora eken och Korna på hemvägen i Mesdags museum i Haag, ett Landskap med skyig himmel finns i Glyptoteket i Köpenhamn, Gamla träd vid bondgård i konstmuseet där. Teckningar av Rousseau finns i Louvren. En minnesvård över Rousseau och Millet är rest i Fontainebleauskogen.